# Branoux-les-Taillades
Branoux-les-Taillades – miejscowość i gmina we Francji, w regionie Oksytania, w departamencie Gard.
Według danych na rok 1990 gminę zamieszkiwało 1338 osób, a gęstość zaludnienia wynosiła 89 osób/km² (wśród 1545 gmin Langwedocji-Roussillon Branoux-les-Taillades plasuje się na 274. miejscu pod względem liczby ludności, natomiast pod względem powierzchni na miejscu 533.).